# 詹金斯鎮區 (愛荷華州米切爾縣)
詹金斯鎮區（英語：Jenkins Township）是位於美國愛荷華州米切爾縣的一個行政鎮區。

## 地方資料
根據2010年美國人口普查的數據，詹金斯鎮區的面積為92.54平方千米，當中陸地面積為92.52平方千米，而水域面積為0.02平方千米。當地共有人口894人，而人口密度為每平方千米9.66人。